# Pyrenaria attenuata
Pyrenaria attenuata är en tvåhjärtbladig växtart som först beskrevs av Carl Ludwig von Blume, och fick sitt nu gällande namn av Berthold Carl Seemann. Pyrenaria attenuata ingår i släktet Pyrenaria och familjen Theaceae. Inga underarter finns listade i Catalogue of Life.